# مال القبان (مسلسل)
مال القبان مسلسل سوري تم عرضه في شهر رمضان 2024، وذلك من بطولة النجم الكبير بسام كوسا، وسلاف فواخرجي، والعديد من النجوم كيامن حجلي وخالد القيش وحلا رجب وغيرهم، وهو من إخراج سيف الدين السبيعي، ومن تأليف كل من علي وجيه، ويامن حجلي.

## قصة المسلسل
تدور أحداث مسلسل مال القبان في إطار من الدراما والتشويق، حيث يشرح المسلسل حال العائلات السورية في مدينة دمشق عاصمة الياسمين، وذلك من خلال تسليط الضوء على عائلة نعمان، والتي تتعرض إلى الكثير من المشاكل والأزمات التي لا بد من إيجاد حلول للخروج منها والتغلب عليها.

## أبطال المسلسل
شارك في طاقم الممثلين كل من:
- بسام كوسا.
- سلاف فواخرجي.
- حلا رجب.
- يامن حجلي.
- خالد القيش.
- نجاح سفكوني.
- بلال مارتيني.
- الليث المفتي.
- روبين عيسى.
- رسل الحسين.
- تسنيم باشا.
- فادي الشامي.
- عبد الرحمن قويدر.
- سليمان رزق.
- ختام اللحام.
- زهير عبد الكريم.
- صفاء رقماني.
- سعد مينه.
- وسام رضا.
- ملهم بشر.
- لؤي النوري.
- إبراهيم الشيخ.
- عبود الأحمد.